# Compositori barocchi
Lista di compositori del periodo barocco (ca. 1600-1750), ordinati cronologicamente. Tra i compositori del primo Barocco alcuni sono da considerarsi di transizione col precedente periodo rinascimentale.

## XVI secolo
- Giulio Caccini (c. 1545–1618)
- Emilio de' Cavalieri (1550-1602)
- Paolo Quagliati (c. 1555–1628)
- Manuel Rodrigues Coelho (c. 1555–c. 1635)
- Francesco Mannelli (fine XVI sec. - 1667)
- Jacques Champion (prima del 1555–1642)
- Johannes Nucius (c. 1556–1620)
- Alfonso Fontanelli (1557–1622)
- Adriano Banchieri (c. 1568–1634)
- Oratio Bassani (c. 1558–1617)?
- Giovanni Bassano (c. 1558–1617)
- Thomas Robinson (c. 1560– dopo il 1609)
- Felice Anerio (c. 1560–1614)
- Giovanni Bernardino Nanino (c. 1560–1623)
- Leone Leoni (c. 1560-1627)
- Peter Philips (c. 1560–1628)
- Hieronymus Praetorius (1560–1629)
- William Brade (1560–1630)
- Camillo Lambardi (c. 1560–1634)
- Dario Castello (c. 1560–c. 1640)
- Jacopo Peri (1561–1633)
- Jacopo Corsi (1561 – 1602)
- Camillo Cortellini (1561-1630)
- Mikołaj Zieleński (? - c. 1616)
- Hans Leo Hassler (1562–1612)
- Jan Pieterszoon Sweelinck (1562–1621)
- John Bull (c. 1562–1628)
- John Dowland (1563–1626)
- Jean Titelouze (1563–1633)
- Lodovico Grossi da Viadana (1564–1627)
- Paolo Ferrarese (fl. 1565–1607)
- Sebastián Aguilera de Heredia (1565–1627)
- Ascanio Mayone (1565–1627)
- Serafino Cantone (c. 1565–1627)
- Giles Farnaby (1565–1640)
- Duarte Lobo (c. 1565–1647)
- Alessandro Piccinini (1566–1638)
- Manuel Cardoso (1566–1650)
- Agostino Guerrieri (1596-inizio XVII sec.)
- Lucia Quinciani (nata c. 1566, fl. 1611)
- Thomas Campion (1567–1620)
- Giovanni Francesco Anerio (1567–1630)
- Christoph Demantius (1567–1643)
- Claudio Monteverdi (1567–1643)
- Bartolomeo Barbarino (c. 1568–1617 o più tardi)
- Christian Erbach (1568/1573–1635)
- Tobias Hume (1569–1645)
- Giovanni Paolo Cima (1570–1622)
- Alfonso Ferrabosco (II) (c. 1570–1628)
- Salamone Rossi (1570–c. 1630)
- Bartolomeo de Selma y Salaverde (1570–1638)
- Claudia Sessa (c. 1591– fra 1613 e 1619)
- Ignazio Donati (c. 1570–1638)
- Francis Pilkington (c. 1570–1638)
- Michael Praetorius (c. 1571–1621)
- Thomas Lupo (1571–1627)
- Giovanni Battista Fontana (1571–1630)
- John Ward (1571–1638)
- Giovanni Picchi (1571/1572–1643)
- Filipe de Magalhães (1571–1652)
- Daniel Bacheler (1572–1618)
- Thomas Tomkins (1572–1656)
- Cesarina Ricci (c. 1573, fl. 1597)
- Joan Pau Pujol (c. 1573–1626)
- Sauvaire Intermet (c. 1573–1657)
- Claudio Pari (1574– dopo il 1619)
- John Wilbye (1574–1638)
- Vittoria Aleotti (c. 1575– dopo il 1620)
- William Simmes (c. 1575–c. 1625)
- John Coprario (c. 1575–1626)
- Alessandro Grandi (c. 1575–1630)
- Pietro Lappi (c. 1575–c. 1630)
- Esteban López Morago (c. 1575– dopo il 1630)
- Estêvão de Brito (1575–1641)
- Matheo Romero (c. 1575–1647)
- Giovanni Maria Trabaci (c. 1575–1647)
- Johann Stadlmayr (c. 1575– 1648)
- Ennemond Gaultier (1575–1651)
- Francisco Correa de Arauxo (c. 1575–1654)
- Michelagnolo Galilei (1575–1631)
- Thomas Weelkes (1576–1623)
- Sulpitia Celsis (1577-1619)
- Agostino Agazzari (1578–1640)
- Melchior Franck (1579–1639)
- Giovanni Ghizzolo (c. 1580–1625)
- Michael East (1580–1648)
- Thomas Ford (c. 1580–1648)
- Giovanni Girolamo Kapsberger (c. 1580–1651)
- Jacques Cordier (c. 1580– prima del 1655)
- Caterina Assandra (1580–1632)
- Adreana Basile (c. 1580–c. 1640)
- Thomas Simpson (1582–1628)
- Sigismondo d'India (c. 1582–1629)
- Juan Batista Comes (c. 1582-1643)
- Marco da Gagliano (1582–1643)
- Giovanni Valentini (1582–1649)
- Edward, Lord Herbert of Cherbury (1582–1648)
- Gregorio Allegri (1582–1652)
- Severo Bonini (1582–1663)
- Orlando Gibbons (1583–1625)
- Paolo Agostini (c. 1583–1629)
- Robert Johnson (c. 1583–1633)
- Girolamo Frescobaldi (1583–1643)
- Antonio Cifra (1584–1629)
- Nicolò Corradini (c. 1585–1646)
- Manuel Machado (c. 1585-1646)
- Andrea Falconieri (c. 1585–1656)
- Heinrich Schütz (1585–1672)
- Johann Schein (1586–1630)
- Stefano Landi (1586 o 1587–1639)
- Antoine Boësset (1586–1643)
- Claudio Saracini (1586–1649)
- Francesca Caccini (1587–c. 1640)
- Guillaume Bouzignac (c. 1587–c. 1643)
- Samuel Scheidt (1587–1654)
- Charles d'Ambleville (1588–1637)
- Johann Andreas Herbst (1588–1666)
- Guillielmus Messaus (1589–1640)
- Francesco Turini (1589–1656)
- Adam Jarzębski (c. 1590 - c. 1648)
- Nicholas Strogers (c. 1590–1620)
- Juan Gutiérrez de Padilla (c. 1590–1664)
- Lucrezia Orsina Vizzana (1590–1662)
- Settimia Caccini (1591–1638?)
- Richard Allison (1592–1606)
- Jacques Gaultier (c. 1592– dopo il 1652)
- John Jenkins (1592–1678)
- Claudia Rusca (1593–1676)
- Tarquinio Merula (c. 1595–1665)
- Antonio Maria Abbatini, (c. 1595-1679)
- Giovanni Battista Buonamente (1595–1642)
- Heinrich Scheidemann (c. 1595–1663)
- Biagio Marini (c. 1595–1665)
- Henry Lawes (1596–1662)
- Giovanni Rovetta (c. 1596–1668)
- Luigi Rossi (1597–1653)
- Charles d'Helfer (1598–1661)
- Johann Crüger (1598–1662)
- Charles Racquet (1598–1664)
- Thomas Selle (1599–1663)
- Marcantonio Negri (15??–1624)
- Enrico Radesca (15??–1625)
- Abundio Antonelli (15??–1629)
- Giovanni Stefano Fontana Morello (15??–dopo il 1634)
- Juan Aranés (15??–c. 1649)
- Daniel Farrant (????–prima del 1663)
- William Young (????–1672)
- August Verdufen (????–16??)
- Giuseppe Scarani (15??–16??)

## XVII secolo
- Martino Pesenti (c. 1600–c. 1648)
- Marcin Mielczewski (c. 1600–1651)
- Manuel Correia (c. 1600-1653)
- Simon Ives (1600–1662)
- John O'Keover (c. 1600–c. 1663)
- Giovanni Battista Fasolo (c. 1600–1664)
- Étienne Moulinié (1600–1669)
- Denis Gaultier (1600–1672)
- Girolamo Fantini (1600–1675)
- Adam Václav Michna z Otradovic (1600–1675)
- Nicolaus à Kempis (c. 1600–1676)
- Giovanni Felice Sances (1600?–1679)
- Jacques Champion de Chambonnières (1601 o 1602–1672)
- William Lawes (1602–1645)
- Francesco Cavalli (1602–1676)
- Chiara Margarita Cozzolani (1602–1678)
- Marco Scacchi (1602–c. 1685)
- Alba Trissina (attestata nel 1622)
- Caspar Kittel (1603–1639)
- Giovanni IV del Portogallo (1603–1656)
- Marco Uccellini (1603–1680)
- François Du Fault (1604–1670)
- Francesco Foggia (1604–1688)
- Christopher Simpson (c. 1605–1669)
- Antonio Bertali (1605–1669)
- Charles d'Assoucy (1605–1670)
- Giacomo Carissimi (1605–1674)
- Philipp Friedrich Böddecker (1607–1683)
- Alberik Mazak (1609–1661)
- João Lourenço Rebelo (1610–1661)
- Nicolas Hotman (c. 1610–1663)
- Nicolas Métru (1610– dopo il 1663)
- Felice Antonio Arconati (c. 1610– dopo il 1679)
- Luigi Battiferri (1610–1682)
- Henri Du Mont (1610–1684)
- Michel Lambert (1610–1696)
- Leonora Duarte (1610–1678)
- Andreas Hammerschmidt (1611 o 1612–1675)
- Pablo Bruna (1611–1679)
- Leonora Baroni (1611–1670)
- Wolfgang Ebner (1612–1665)
- Francisco Lopez Capillas (1612–1673)
- Giovanni Antonio Rigatti (c. 1613–1648)
- Louis de Mollier (c. 1613–1688)
- Sophie Elisabeth, Duchess of Brunswick-Lüneburg (1613–1676)
- Marc'Antonio Pasqualini (1614–1691)
- Nicolo Borboni (fl.1614–1641)
- Franz Tunder (1614–1667)
- Wendelin Hueber (1615–1679)
- Carlo Caproli (c. 1615–c. 1692)
- Angiolo Michele Bartolotti (c. 1615–1696)
- Johann Jakob Froberger (1616–1667)
- Kaspar Förster il Giovane (1616–1673)
- Matthias Weckmann (c. 1616–1674)
- Henry Cooke (1616 – 1672)
- Massimiliano Neri (c. 1618–dopo il 1670)
- Joan Cererols (1618–1680)
- José Marín (1618–1699)
- Barbara Strozzi (1619–1677)
- Juan García de Zéspedes (1619–1678)
- Johann Rosenmüller (1619–1683)
- Anthoni Van Noordt (1620–1675)
- Johann Heinrich Schmelzer (c. 1620–1680)
- Francisco Martins (1620-1680)
- Isabella Leonarda (1620–1704)
- Mlle Bocquet (inizio del XVII secolo–dopo il 1660)
- Matthew Locke (c. 1621–1677)
- Jean Lacquemant (c. 1622–1680)
- Sisto Reina (1623–dopo il 1664)
- Antonio Cesti (1623–1669)
- Dietrich Becker (1623–1679)
- François Roberday (1624–1680)
- René Ouvrard (1624–1694)
- Jacques Gallot (c. 1625–1696)
- Gasparo Sartorio (1625 o 1626-1680)
- Wolfgang Carl Briegel (1626-1712)
- Louis Couperin (c. 1626–1661)
- Charles Mouton (1626–1710)
- Robert Cambert (c. 1627–1677)
- Nicolas Gigault (1627–1680)
- Johann Caspar Kerll (1627–1693)
- Francesco Lucio (c. 1628–1658)
- Paul Hainlein (1628–1686)
- Christoph Bernhard (1628–1692)
- Lelio Colista (1629–1680)
- Jean-Henri d'Anglebert (1629–1691)
- Johann Michael Nicolai (1629–1685)
- Lady Mary Dering (1629–1704)
- Antonio Sartorio (1630-1680)
- Filipe da Madre de Deus (1630-1690)
- Nicolas Antoine Lebègue (1630–1702)
- Monsieur de Sainte-Colombe (c. 1630–c. 1700)
- Francesca Campana (morta nel 1665)
- Giuseppe Corsi da Celano (1631/1632 - 1691)
- Vincenzo Albrici (1631-1695)
- Sebastian Anton Scherer (1631–1712)
- Jean-Baptiste Lully (1632–1687)
- Guillaume-Gabriel Nivers (1632–1714)
- Louys de Moy (c. 1632–16??)
- Jean-Nicolas Geoffroy (1633–1694)
- Andres de Sola (1634–1696)
- Pietro Simone Agostini (c. 1635–1680)
- Johann Wilhelm Furchheim (c. 1635–1682)
- Daniel Daniélis (1635-1696)
- Jacek Różycki (c. 1635-1704)
- Pál Esterházy (1635-1713)
- Esaias Reusner (1636–1679)
- Giovanni Paolo Colonna (1637-1695)
- Daniel Speer (1636-1707)
- Dietrich Buxtehude (1637–1707)
- Bernardo Storace (1637–1707)
- Bernardo Pasquini (1637–1710)
- Diogo Dias Melgás (1638–1700)
- Giovanni Buonaventura Viviani (1638-1693)
- Johann Christoph Pezel (1639–1694)
- António Marques Lésbio (1639-1709)
- Bonaventura Aliotti (1640 ca. - 1690 ca.)
- Nicola Matteis (c. 1640– c. 1690)
- Pavel Josef Vejvanovský (1640–1693)
- Amalia Catharina (1640–1697)
- Carolus Hacquart (1640–1701)
- Giovanni Battista Draghi (1640–1708)
- Gaspar Sanz (1640–c. 1710)
- Paolo Lorenzani (1640–1713)
- André Raison (c. 1640–1719)
- Pedro de Araújo (1640-1705)
- Antonia Bembo (c. 1640–1720)
- Esther Elizabeth Velkiers (1640 - ...)
- Michelangelo Falvetti (1642-1697)
- Johann Christoph Bach (1642–1703)
- Marc-Antoine Charpentier (c. 1643–1704)
- Johann Anton Losy van Losymthal (c. 1643–1721)
- Johann Adam Reincken (1643-1722)
- Alessandro Stradella (1644–1682)
- Ignazio Albertini (1644–1685)
- Heinrich Ignaz Franz von Biber (1644–1704)
- Joan Baptista Cabanilles (1644–1712)
- Václav Karel Holan Rovenský (1644–1718)
- Maria Cattarina Calegari (1644–1675)
- Andreas Werckmeister (1645–1706)
- Johann Georg Conradi (1645-1699)
- August Kühnel (1645–c. 1700)
- Christian Ritter (c. 1645–c. 1725)
- Marieta Morosina Priuli (attestata nel 1665)
- Sebastiano Cherici (c. 1647–1703)
- Juan de Araujo (1646–1712)
- Rupert Ignaz Mayr (1646-1712)
- René Pignon Descoteaux (c. 1646–1728)
- Giovanni Maria Capelli (1648–1726)
- John Blow (1649–1708)
- Pascal Collasse (1649–1709)
- Francisco Guerau (c. 1649–c. 1722)
- Bernardo Clavijo del Castillo (attestato c. 1650–c. 1700)
- Bernardo Gianoncelli (attestato c. 1650)
- Gervise Gerrard (16??–16??)
- Friedrich Klingenberg (16??–17??)
- Bartholomäus Aich (XVII secolo, attestato nel 1648)
- Bartłomiej Pękiel (16?? - c. 1670)
- Ippolito Ghezzi (Siena (o Sinalunga), intorno al 1650-luogo e data di morte ignoti)
- Petronio Franceschini (1650–1680)
- Cataldo Amodei (1649–1693)
- Christian Geist (c. 1650–1711)
- Antonio de Salazar (c. 1650–1715)
- Johann Jacob Walther (1650–1717)
- Robert de Visée (c. 1650–c. 1725)
- Pietro Torri (1650–1737)
- Domenico Gabrielli (1651–1690)
- Johann Krieger (1651–1735)
- Johann Pachelbel (1653-1706)
- Georg Muffat (1653–1704)
- Arcangelo Corelli (1653–1713)
- Carlo Francesco Pollarolo (c. 1653–1723)
- Pablo Nassarre (1654–1730)
- Vincent Lübeck (1654–1740)
- Sébastien de Brossard (1655–1730)
- Johann Paul von Westhoff (1656–1705)
- Marin Marais (1656–1728)
- Jean-Baptiste Moreau (1656–1733)
- Georg Reutter (1656–1738)
- Martino Bitti (1656-1743)
- Philipp Heinrich Erlebach (1657–1714)
- Giovanni Battista Bassani (c. 1657–1716)
- Michel-Richard de Lalande (1657–1726)
- Gaetano Greco (c. 1657–c. 1728)
- Giuseppe Torelli (1658–1709)
- Maria Francesca Nascinbeni (nata nel 1658, vivente nel 1674)
- Henry Purcell (1659–1695)
- Francesco Antonio Pistocchi (1659-1726)
- Antonio Veracini (1659–1745)
- Sainte-Colombe il giovane (16??–17??)
- Sybrant Van Noordt, Jr. (1660–1705)
- Rosa Giacinta Badalla (1660–1710)
- Johann Schenck (1660–c. 1712)
- Damian Stachowicz (c. 1660 - 1699)
- Sebastian Duron (1660–1716)
- Christian Friedrich Witt (c. 1660–1716)
- Johann Kuhnau (1660–1722)
- Alessandro Scarlatti (1660–1725)
- Gottfried Finger (1660–1730)
- Johann Joseph Fux (1660–1741)
- André Campra (1660–1744)
- Flavio Carlo Lanciani (1661–1706)
- Francesco Gasparini (1661–1727)
- Georg Böhm (1661–1733)
- Giacomo Antonio Perti (1661–1756)
- Angiola Teresa Moratori Scanabecchi (1662–1708)
- Friedrich Wilhelm Zachau (1663–1712)
- Pirro Capacelli Albergati (1663–1735)
- Nicolas Siret (1663–1754)
- Johann Speth (1664– dopo il 1719)
- Louis Lully (o de Lully) (1664–1734)
- Nicolaus Bruhns (1665–1697)
- Johann Nicolaus Hanff (1665–c. 1712)
- Élisabeth Jacquet de La Guerre (1665–1729)
- Benedikt Anton Aufschnaiter (1665–1742)
- Jean-Baptiste Lully (o de Lully) (il Giovane) (1665–1743)
- Francesc Valls (1665–1747)
- Domenico Zanatta (c. 1665–1748)
- Johann Heinrich Buttstedt (1666–1727)
- Alphonse d'Ève (1666–1727)
- Attilio Ariosti (1666–1729?)
- Jean-Féry Rebel (1666–1747)
- Bernardo Tonini (c. 1666–dopo il 1727)
- Jean-Louis Lully (o de Lully) (1667–1688)
- Michel Pignolet de Montéclair (1667–1737)
- Grzegorz Gerwazy Gorczycki (c. 1667-1734)
- Antonio Lotti (c. 1667–1740)
- François Couperin (1668–1733)
- Giorgio Gentili (c. 1668– dopo il 1731)
- Louis Marchand (1669–1732)
- Alessandro Marcello (1669–1747)
- Andreas Armsdorff (1670–1699)
- Benedetto Vinaccesi (c. 1670–1719)
- Antonio Caldara (1670–1736)
- Turlough O'Carolan (1670–1738)
- Johann Caspar Ferdinand Fischer (c. 1670–1746)
- Giovanni Bononcini (1670–1747)
- Pietro Paolo Bencini (c. 1670–1755)
- Richard Leveridge (c. 1670–1758)
- Louis de Caix d'Hervelois (1670–1759)
- Tomaso Albinoni (1671–1751) o (1674–1745)
- Antoine Forqueray (1671–1745)
- Nicolas de Grigny (1672–1703)
- Georg Caspar Schürmann (1672 o 1673-1751)
- Jeremiah Clarke (1674–1707)
- Reinhard Keiser (1674–1739)
- Pierre Dumage (1674–1751)
- Jacques Hotteterre (1674–1763)
- Domenico Dalla Bella (vissuto all'inizio del XVIII secolo a Venezia)
- Michel de la Barre (1675–1743)
- Francesco Venturini (c. 1675–1745)
- Johann Bernhard Bach (1676–1749)
- Bartolomeo Cordans (1698-1757)
- Louis-Nicolas Clérambault (1676–1749)
- Johann Ludwig Bach (1677–1731)
- Antonio Vivaldi (1678–1741)
- Ferdinando Antonio Lazzari (1678–1754)
- Domenico Sarro (1679–1744)
- Jan Dismas Zelenka (1679–1745)
- Pietro Filippo Scarlatti (1679–1750)
- Jean-Baptiste Loeillet (of London) (1680–1730)
- Giuseppe Fedeli o Joseph Saggione (c. 1680–c. 1745)
- William Corbett (1680–1748)
- Louis-Antoine Dornel (c. 1680– dopo il 1756)
- Françoise-Charlotte de Senneterre Ménétou (nato 1680, vivente nel 1691)
- Michielina Della Pietà (vivente dal 1701 circa al 1744)
- Johann Mattheson (1681–1764)
- Giovanni Reali (c. 1681–dopo il 1727)
- Georg Philipp Telemann (1681–1767)
- Giuseppe Valentini (1681–1753)
- Jean-Joseph Mouret (1682–1738)
- Jean-François Dandrieu (1682–1738)
- Johann David Heinichen (1683–1729)
- Jean Philippe Rameau (1683–1764)
- Rocco Cerruti (c. 1683–1760)
- Ignazio Pollice (floruit 1684-1705)
- Johann Gottfried Walther (1684–1748)
- François d'Agincourt (1684–1758)
- Peter Ludwig Biermann (anche Pietro Ludovico Bermagno) (1684-1776)
- Francesco Durante (1684-1755)
- Lodovico Giustini (1685–1743)
- Johann Sebastian Bach (1685–1750)
- Giuseppe Matteo Alberti (1685–1751)
- Domenico Scarlatti (1685–1757)
- George Frideric Handel (1685–1759)
- Jacques Loeillet (1685–1748)
- William Hieronymous Pachelbel (1685–1764)
- Benedetto Marcello (1686–1739)
- Sylvius Leopold Weiss (1686–1750)
- Nicola Porpora (1686–1768)
- Johann Georg Pisendel (1687–1755)
- Francesco Geminiani (1687–1762)
- Camilla de Rossi (vivente nel 1707–1710)
- Fortunato Chelleri (1688–1757)
- Jean-Baptiste Loeillet de Ghent (1688–1720)
- Jacques Aubert (1689–1753)
- Joseph Bodin de Boismortier (1689–1755)
- Charles Levens (1689–1764)
- Pietro Gnocchi (1689–1775)
- Robert Woodcock (1690–1728)
- Paolo Benedetto Bellinzani (1690–1757)
- Giuseppe Antonio Brescianello (1690 - 1758)
- Jacques-Christophe Naudot (c. 1690–1762)
- Pietro Baldassare (ante 1690–post 1768)
- Pierre-Gabriel Buffardin (1690–1768)
- Francesco Maria Veracini (1690–1768)
- Gottfried Heinrich Stölzel (1690–1749)
- Charles Theodore Pachelbel (1690–1750)
- Gottlieb Muffat (1690–1770)
- Lorenzo Gaetano Zavateri (1690–1764)
- Julie Pinel (fl. 1710–1737)
- Sieur de Machy (16??– dopo il 1692)
- Giovanni Alberto Ristori (1692-1753)
- Unico Wilhelm van Wassenaer (1692–1766)
- Giuseppe Tartini (1692–1770)
- Francesco Maria Benedetti (1693–1746)
- Pietro Locatelli (1693–1764)
- Johan Helmich Roman (1694–1758)
- Antonín Reichenauer (1694?–1730)
- Louis-Claude Daquin (1694–1772)
- Mrs Philarmonica (vivente nel 1715)
- Giuseppe Sammartini (1695–1750)
- Marie-Anne-Catherine Quinault (1695–1791)
- Maurice Greene (1696–1755)
- Andrea Zani (1696–1757)
- Pierre Fevrier (1696–1764)
- Konrad Friedrich Hurlebusch (1696–1765)
- Johann Melchior Molter (1696–1765)
- Jean-Marie Leclair (1697–1764)
- Adam Falckenhagen (1697–1761)
- Jean-Marie Leclair il Giovane (1703-1777)
- Johann Joachim Quantz (1697–1773)
- Riccardo Broschi (1698–1756)
- François Francoeur (1698–1787)
- Joseph Gibbs (1698–1788)
- Johann Adolph Hasse (1699–1783)
- John Baston (vivente nel 1700 circa)
- Cesare Bendinelli (vivente nel 1700 circa)
- Gaspard Le Roux (?–1707)
- Pieter Bustijn (?–1729)
- Charles Dollé (16??– dopo il 1755)
- Benoit Guillemant (?–17??)
- Gottfried Lindemann (?–17??)
- Giovanni Zamboni (vivente all'inizio del XVIII secolo)
- Stanisław Sylwester Szarzyński (16??-17??)

## XVIII secolo
- Caterina Benedicta Grazianini (vissuta nella prima metà del XVIII secolo)
- Maria Margherita Grimani (vissuta nella prima metà del XVIII secolo)
- Jean-Baptiste Masse (c. 1700 - c. 1756)
- Sebastian Bodinus (c. 1700 - 1759)
- Michel Blavet (1700 - 1768)
- Obadiah Shuttleworth (fiorì nel 1700 - morì 1734)
- Johan Agrell (1701 - 1765)
- François Rebel (1701 - 1775)
- Giovanni Battista Sammartini (1701 - 1775)
- Johann Ernst Eberlin (1702 - 1762)
- José de Nebra (1702-1768)
- Johann Gottlieb Graun (c. 1702 - 1771)
- Carl Heinrich Graun (c. 1703 - 1759)
- Rosanna Scalfi Marcello (fiorì nel 1723 – 1742)
- Carlos Seixas (1704 - 1742)
- Giovanni Battista Pescetti (c. 1704 - c. 1766)
- Louis-Gabriel Guillemain (1705-1770)
- Santa Della Pietà (fiorì fra il 1725 e il 1750, morta dopo il 1774)
- Carlo Cecere (1706-1761)
- Baldassare Galuppi (1706 - 1785)
- Georg von Reutter (padre) (1708 - 1772)
- Christoph Schaffrath (1709 - 1763)
- Charles Avison (1709 - 1770)
- Michel Corrette (1709 - 1795)
- Guglielmina di Prussia (1709-1758) (1709–1758)
- Mademoiselle Guédon de Presles (primi anni del XVIII secolo – 1754)
- Giovanni Battista Pergolesi (1710 - 1736)
- Domenico Alberti (1710 - 1740)
- Thomas Arne (1710 - 1778)
- Wilhelm Friedemann Bach (1710 – 1784)
- William Boyce (1711 - 1779)
- Maria Barbara di Braganza (1711 – 1758)
- Federico il Grande (1712 - 1786)
- Elisabeth de Haulteterre (fiorì nel 1737 – 1768)